# Пінч (Західна Вірджинія)
Пінч (англ. Pinch) — переписна місцевість (CDP) в США, в окрузі Кенова штату Західна Вірджинія. Населення — 2914 особи (2020).

## Географія
Пінч розташований за координатами 38°24′27″ пн. ш. 81°28′46″ зх. д. / 38.40750° пн. ш. 81.47944° зх. д. (38.407542, -81.479422).  За даними Бюро перепису населення США в 2010 році переписна місцевість мала площу 9,30 км², з яких 9,19 км² — суходіл та 0,11 км² — водойми.

## Демографія
Згідно з переписом 2010 року, у переписній місцевості мешкали 3262 особи в 1327 домогосподарствах у складі 1004 родин. Густота населення становила 351 особа/км².  Було 1384 помешкання (149/км²).
Расовий склад населення:
| - 98,7 % — білих - 0,2 % — чорних або афроамериканців - 0,2 % — азіатів |

До двох чи більше рас належало 0,6 %. Частка іспаномовних становила 0,6 % від усіх жителів.
За віковим діапазоном населення розподілялося таким чином: 21,9 % — особи молодші 18 років, 62,0 % — особи у віці 18—64 років, 16,1 % — особи у віці 65 років та старші. Медіана віку мешканця становила 42,5 року. На 100 осіб жіночої статі у переписній місцевості припадало 91,2 чоловіків;  на 100 жінок у віці від 18 років та старших — 89,4 чоловіків також старших 18 років.
Середній дохід на одне домашнє господарство  становив 86 379 доларів США (медіана — 68 986), а середній дохід на одну сім'ю — 103 544 долари (медіана — 90 079). За межею бідності перебувало 9,7 % осіб, у тому числі 15,3 % дітей у віці до 18 років та 7,0 % осіб у віці 65 років та старших.
Цивільне працевлаштоване населення становило 1376 осіб. Основні галузі зайнятості: освіта, охорона здоров'я та соціальна допомога — 35,5 %, публічна адміністрація — 12,0 %, роздрібна торгівля — 11,9 %.